# Torre Sindoni
La Torre Sindoni (también conocida como Torre Filippo Sindoni) es un rascacielos ubicado en la ciudad venezolana de Maracay, es el más alto de esa ciudad, y del estado Aragua. Tiene una altura estimada en 125 metros aproximadamente, y unos 32 pisos o plantas, lo que la combierte en la octava Torre más alta de Venezuela, además de ser una de las más recientes construcciones de altura, es una de la referencias de esa ciudad, diseñado con un estilo arquitectónico moderno, con el uso del cristal, el ladrillo, y el concreto armado, fue inaugurado en el año 1999, el edificio es llamado así en honor al empresario italo-venezolano Filippo Sindoni, quien murió asesinado en el año 2006. 
Está localizada entre dos de las avenidas más importantes de la ciudad, la avenida Bolívar y la avenida Miranda, teniéndose visual de la torre desde casi cualquier punto de Maracay.
Es el edificio más alto de Venezuela fuera de la capital, Caracas.

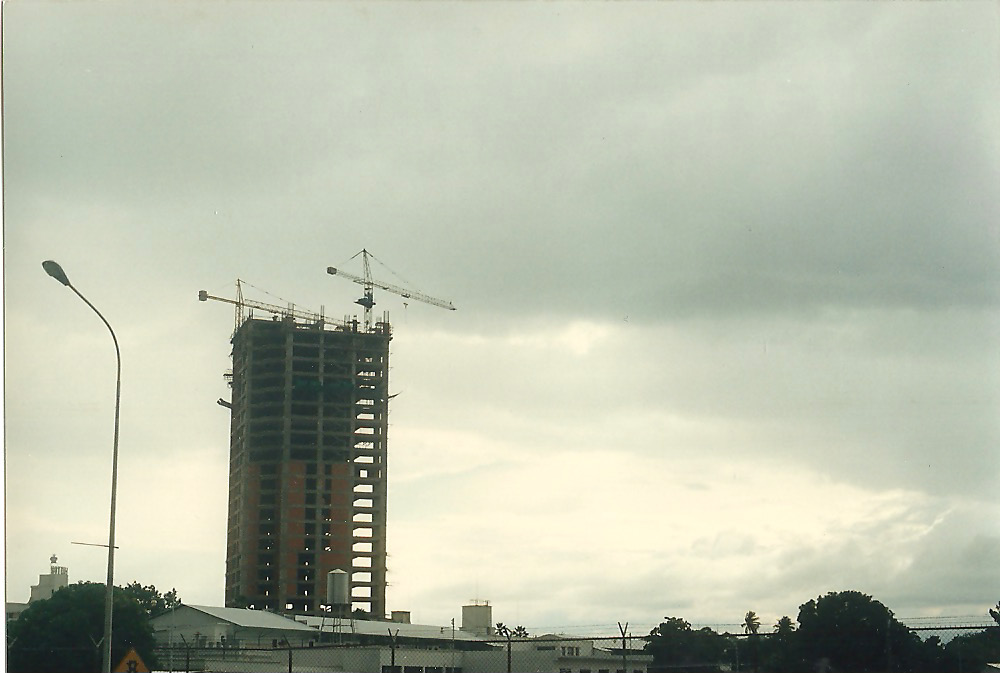
Torre Sindoni en construcción

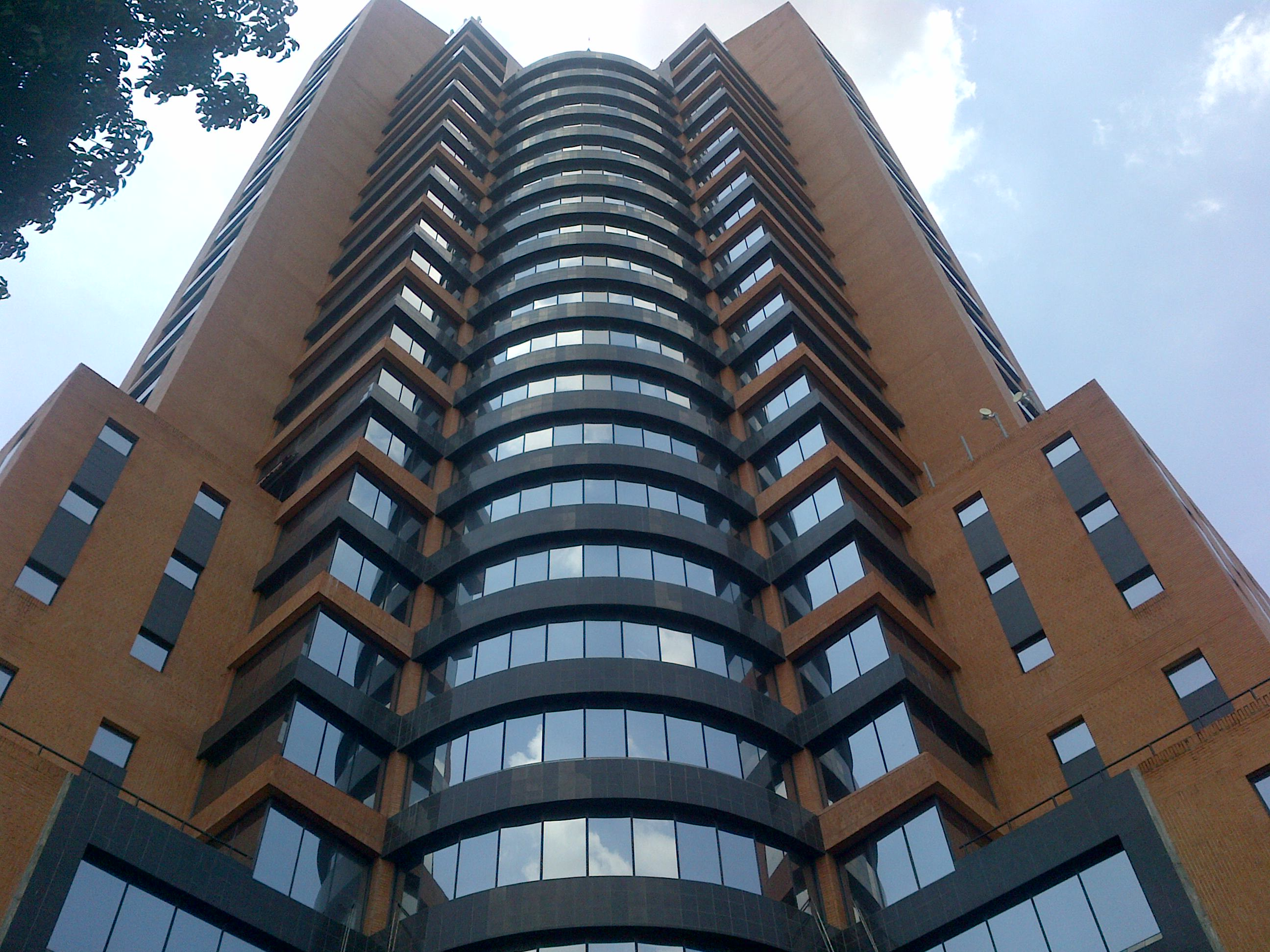
vista de la fachada desde la entrada